# Liechtenstein aux Jeux olympiques d'été de 1964
Le Liechtenstein participe aux Jeux olympiques d'été de 1964 à Tokyo au Japon du 10 au 24 octobre 1964. Il s'agit de sa 5e participation à des Jeux d'été. Le pays est représenté par deux athlètes et ne remporte pas de médaille au cours de ces Jeux.

## Athlétisme
Hommes
Courses
| Athlète     | Épreuve | Séries       | Séries        | Demi-finales | Demi-finales | Finale   | Finale |
| Athlète     | Épreuve | Résultat     | Rang          | Résultat     | Rang         | Résultat | Rang   |
| ----------- | ------- | ------------ | ------------- | ------------ | ------------ | -------- | ------ |
| Hugo Walser | 800 m   | 1 min 57 s 5 | 7e (éliminé)  | –            | –            | –        | –      |
| Hugo Walser | 1 500 m | 3 min 53 s 3 | 10e (éliminé) | –            | –            | –        | –      |

Combinés – Décathlon
| Athlète      | Épreuve  | 100 m  | SL     | LP      | SH     | 400 m  | 110 H  | LD      | SP     | LJ      | 1 500 m      | Total | Rang |
| ------------ | -------- | ------ | ------ | ------- | ------ | ------ | ------ | ------- | ------ | ------- | ------------ | ----- | ---- |
| Alois Büchel | Résultat | 11 s 3 | 6,81 m | 12,16 m | 1,81 m | 49 s 7 | 17 s 5 | 37,19 m | 4,00 m | 44,90 m | 4 min 28 s 6 | 6 849 | 14e  |
| Alois Büchel | Points   | 733    | 780    | 610     | 689    | 819    | 621    | 629     | 807    | 562     | 599          | 6 849 | 14e  |

## Sources
- (en) Cet article est partiellement ou en totalité issu de l’article de Wikipédia en anglais intitulé « Liechtenstein at the 1964 Summer Olympics » (voir la liste des auteurs).